# Râul Dumești
Râul Dumești este un curs de apă, afluent al râului Sârbi. 

## Hărți
- Harta județului Hunedoara
- Harta munților Apuseni